# Lochranza
Lochranza (în scoțiană Loch Raonasa) este cel mai nordic sat de pe Insula Arran, localizat pe malul Loch Ranza. Este legat printr-o linie de feribot de localitatea Claonaig de pe insula principală.